# اسکادران ۲۰۱ اسرائیل

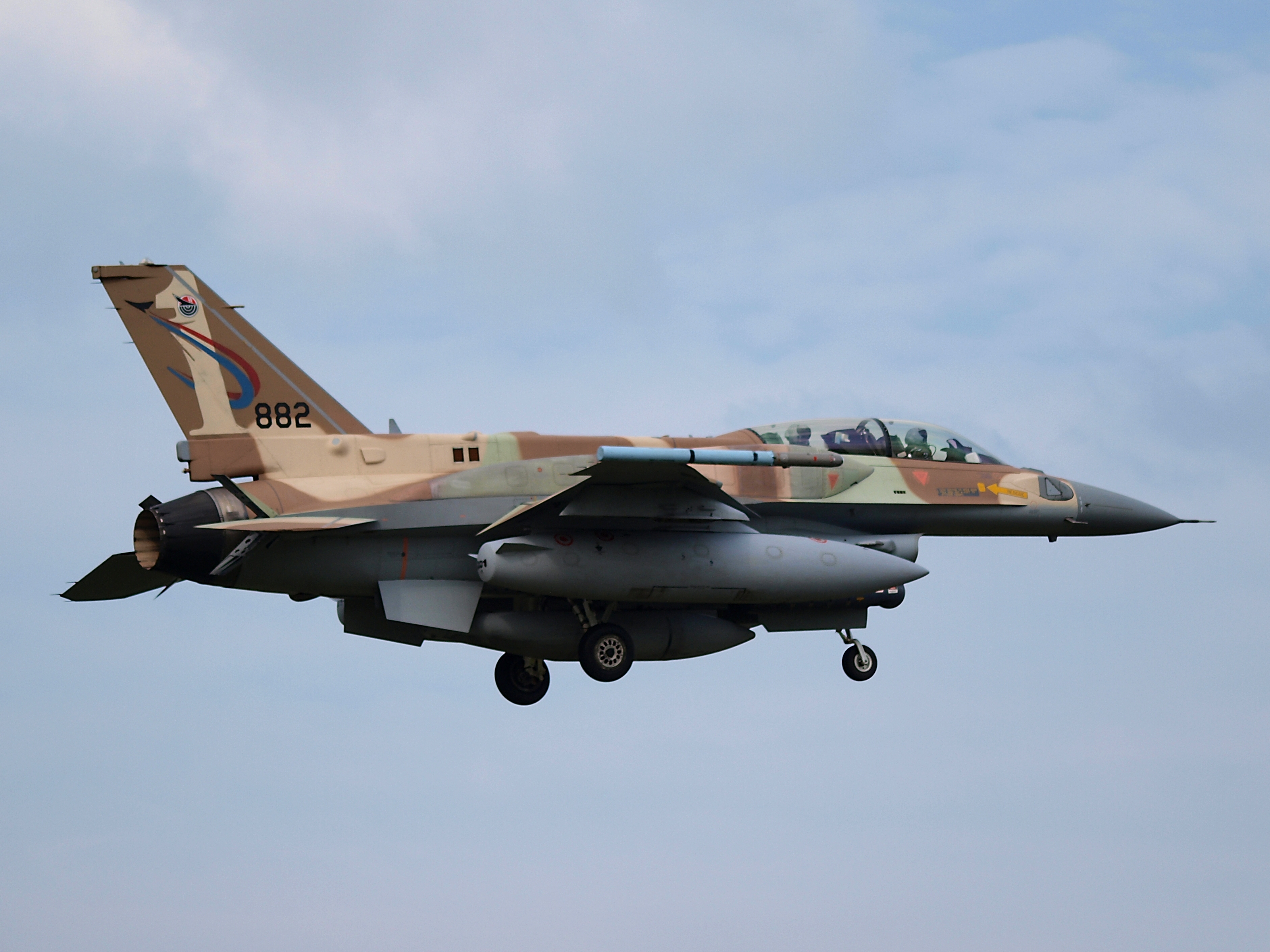
یک فروند جنگنده اف-۱۶ متعلق به اسکادران ۲۰۱

اسکادران ۲۰۱ اسرائیل (انگلیسی: 201 Squadron) گردان هوایی نیروی هوایی اسرائیل است، که با نام «وان» نیز شناخته می‌شود و یک اسکادران جنگنده اف-۱۶ مستقر در پایگاه هوایی رامون است.
پیشینه شکل‌گیری این اسکادران به سال ۱۹۵۶ بازمی‌گردد و فرم کنونی آن در سال ۱۹۶۹ تأسیس شد. این اسکادران از سال ۱۹۶۹ تا ۲۰۰۴، هواپیماهای اف-۴ فانتوم را به کار می‌گرفت و از سال ۲۰۰۸، هواپیماهای اف-۱۶ آی را از پایگاه هوایی رامون به کار گرفته است.
در طول بحران سوئز در سال ۱۹۵۶، اسکادران ۲۰۱ به عنوان یک اسکادران موقت اسرائیلی-فرانسوی تأسیس شد. این اسکادران شامل خلبانان جنگنده فرانسوی بود که قرار بود در مواقع اضطراری هواپیماهای میستر نیروی هوایی اسرائیل را به پرواز درآورند، زیرا نیروی هوایی اسرائیل خلبانان میستر آموزش دیده کافی نداشت. این اسکادران در پایگاه نیروی هوایی لود مستقر بود.